# Michael Peterson

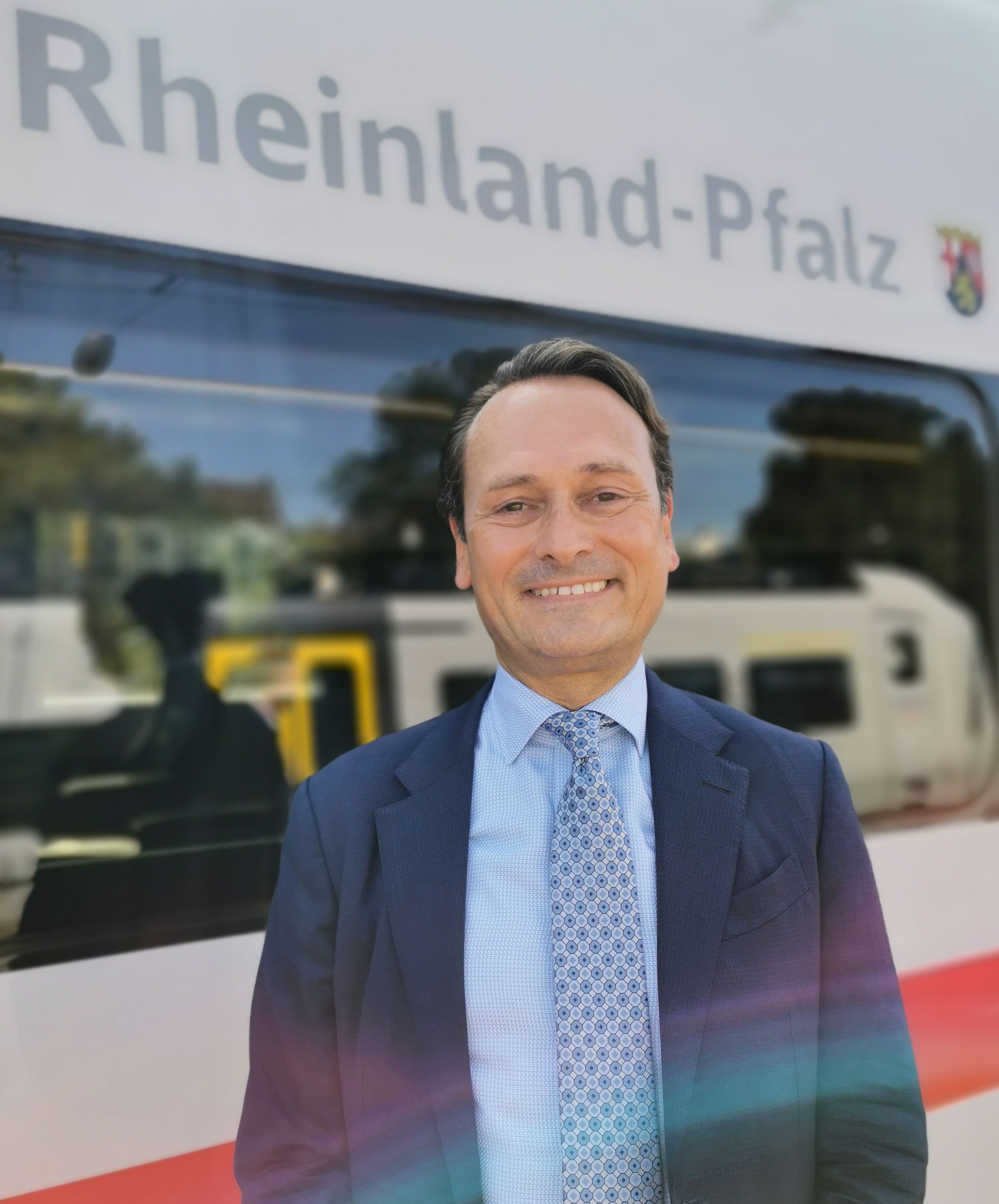
Michael Peterson (2022)

Michael Peterson (* 11. Oktober 1970) ist ein deutscher Manager. Seit August 2019 ist er regulärer Vorsitzender des Vorstandes der DB Fernverkehr AG und seit Juli 2022 zudem Vorstand der Deutschen Bahn AG für den Personenfernverkehr.

## Leben
Peterson studierte Wirtschaftsingenieurwesen an der Universität Karlsruhe. Er promovierte im Studienfach der Betriebswirtschaftslehre an der Universität Oldenburg.

## Wirken
Nach der Promotion arbeitete er bis 2014 bei der Strategieberatung Booz & Company in Düsseldorf, zuletzt als Partner und Geschäftsführer. Im Jahr 2014 wechselte er dann zur Deutschen Bahn.
In seiner Zeit bei der Fernverkehrssparte der DB, DB Fernverkehr, leitete Peterson zunächst das Produktmanagement. Dort verantwortete er die Umsetzung des Produktbildes sowie dessen Entwicklung. Mitte 2016 folgte Michael Peterson seinem Vorgänger Manuel Rehkopf als neuer Marketingvorstand des Unternehmens und war in dieser Funktion maßgeblich an der Digitalisierung der Buchungssysteme sowie des flächendeckenden Roll-out des kostenlosen WLANs in ICE-Zügen beteiligt.
Nachdem die Vorstandsvorsitzende Birgit Bohle DB Fernverkehr verlassen hatte, führte Peterson das Unternehmen bereits kommissarisch in Personalunion mit seiner Funktion als Marketingvorstand. Zum 1. August 2019 übernahm er das Amt des regulären Vorstandsvorsitzenden. Peterson blieb zunächst kommissarisch auch Marketingvorstand, bis er zum 1. März 2020 von Stefanie Berk abgelöst wurde.
Am 23. Juni 2022 wurde er, mit Wirkung ab 1. Juli 2022, für das neue Ressort Personenfernverkehr in den Vorstand der Deutschen Bahn AG berufen. Am 18. September 2024 wurde sein Vertrag um fünf Jahre, bis Juli 2030, verlängert.

## Persönliches
Peterson ist verheiratet und Vater eines Kindes.